# إيتابونا
إيتابونا هي بلدية في البرازيل، تتبع باهيا، بلغ عدد سكانها 196٬675  نسمة، في 2000، تبلغ مساحتها 432٫244 كيلومتر مربع.

## الموقع
تشترك في الحدود مع:
- بويراريما.

## أعلام
- أندرسون فيريرا
- جورجي سمير
- آلان بهية
- أندريه سيلفا كارفاليو
- واشنطن كروز